# Alsóolsva
Alsóolsva (szlovákul: Nižná Olšava) község Szlovákiában, az Eperjesi kerület Sztropkói járásában.

## Fekvése
Sztropkótól 8 km-re délre, az Ondava jobb oldalán fekszik.

## Története
A 18. század végén Vályi András így ír róla: „Alsó, és Felső Olcsva. Két falu Zemplén Várm. fekszenek Krucsónak szomszédságában, Ondava vize mellett, határja Alsónak termékenyebb.”
Fényes Elek 1851-ben kiadott geográfiai szótárában így ír a faluról: „Osva (Alsó), orosz-tót falu, Zemplén vgyében, Turány fil., 220 rom., 260 görög kath., 16 zsidó lak., 927 hold szántóföld. F. u. Dessewffy. Ut. p. N.-Mihály.”
Borovszky Samu monográfiasorozatának Zemplén vármegyét tárgyaló része szerint: „Alsóolsva, hajdan Elsva és Ilsva nevek alatt is szerepelt. Tót kisközség, 402 lakossal, kiknek fele görög, fele róm. katholikus. Házainak száma 69. Első írott nyomaira 1382-ben bukkanunk, a mikor a Rozgonyiak az urai. 1414-ben még mindig a Rozgonyiakat uralja, és 1585-ben a csicsvai vár tartozéka. 1598-ban Báthory István az ura, de a XVI. század végén és a XVII. század elején Révay László is birtokosa. 1658-ban a Barkóczyak bírják, később a Mattyasovszky, majd a gróf Dessewffy család, most pedig Grustyinszky Mihálynak és leányának van itt nagyobb birtoka. 1663-ban a pestis pusztított a községben. Dűlőnevei közül figyelmet érdemel a Sörfőző-völgy, a hol valamikor talán sörház lehetett. Van itt egy régi úrilak is, még a Dessewffyek korából, mely most a Grustyinszky családé. A faluban a két hitfelekezetnek közös temploma van, mely 1604-ben épült. A községnek Sztropkón van a postája és távírója, Homonnán a vasúti állomása.”
1920 előtt Zemplén vármegye Sztropkói járásához tartozott.

## Népessége
| Év:            | 1994. | 2004.   | 2014.   | 2024.   |
| -------------- | ----- | ------- | ------- | ------- |
| Emberek száma: | 387   | 397     | 429     | 431     |
| Eltérés:       |       | +2,58 % | +8,06 % | +0,46 % |

| Év:            | 2023. | 2024.   |
| -------------- | ----- | ------- |
| Emberek száma: | 425   | 431     |
| Eltérés:       |       | +1,41 % |

1910-ben 361, túlnyomórészt szlovák anyanyelvű lakosa volt.
2001-ben 396 lakosából 387 szlovák volt.
2011-ben 409 lakosából 397 szlovák volt.